# Schultesia guianensis
Espèce
Synonymes
selon tropicos :
- Exacum guianense Aubl. - Basionyme
- Schultesia chiapensis Brandegee
- Schultesia guianensis fo. lutescens Standl. & Steyerm.
- Schultesia mexicana S. Watson
- Schultesia stenophylla Mart.
- Schultesia stenophylla var. latifolia Mart. ex Progel
- Schultesia stenophylla var. stenophylla Mart.[1]

selon GBIF :
- Chironia purpurea Sessé & Moc.
- Erythraea jorullensis Kunth
- Exacum cubense Poepp.
- Exacum cubense Poepp. ex Griseb.
- Exacum guianense Aubl. - Basionyme
- Exacum purpureum Lam.
- Reichertia linarifolia H.Karst.
- Reichertia linearifolia H.Karst.
- Reichertia rosea H.Karst.
- Schultesia aubletii G.Don
- Schultesia chiapensis Brandegee
- Schultesia guianensis f. lutescens Standl. & Steyerm.
- Schultesia mexicana S.Watson
- Schultesia pallens Bunbury
- Schultesia stenophylla Mart.
- Schultesia stenophylla var. stenophylla
- Sebaea guianensis (Aubl.) Spreng.
- Sebaea jorullensis (Kunth) Spreng.[2]

Schultesia guianensis est une  espèce de plante herbacée, néotropicale et africaine, appartenant à la famille des Gentianaceae.
On l'appelle en Guyane centaurée, centaurelle de Cayenne (nom partégé avec d'autres Gentianaceae proches), centaurelle, petite centaurée,.

## Description
Schultesia guianensis est une plante herbacée, parfois ramifiée, parfois plus grande et robuste, atteignant jusqu'à (4-)10-60 cm de haut.
Les tiges et branches atteignent 0,05-0,2 cm de diamètre. Les entrenœuds sont longs de 1-4,5 cm (parfois plus courts à la base).
Les feuilles sont 1/3 à 2 fois plus longues que les entrenœuds.
Le limbe est de couleur glauque, de forme étroitement ovale à ovale, les feuilles inférieures légèrement plus larges, mesurant (0,5-)1-4 x 0,2-1,1 cm, à apex aigu à légèrement obtus (pour les feuilles inférieures).
Les nervures primaires (et parfois secondaires) sont distinctes.
L'inflorescence est généralement terminale, de type dichasium modifié à 1-10 fleurs.
Les bractées sont longues de (12-)20-30 mm, soit autant longues ou plus que les feuilles supérieures.
Les bractéoles sont longues de (8-)10-25 mm.
Les pédicelles sont longs de 2-51 mm.
Les fleurs sont dressées à légèrement inclinées, les supérieures parfois subsessiles.
Le calice est de couleur verte, long de 8-22 mm, à 4 ailes distinctes, conné sur 1/2-2/3 de sa longueur, à lobes étroitement triangulaires mesurant 5-10 x 1-4 mm, plus longs que le tube de la corolle, à marge entière, membraneuse, à apex acuminé, avec des ailes larges de 1-3 mm (les nervures des ailes sont proéminente, généralement densément réticulée, rarement transverse).
La corolle est de couleur jaune à rouge brunâtre ou pourpre, avec des lobes plus clairs, la gorge brune, en forme de plateau ou d'entonnoir, longue de 12-27 mm, connée sur 1/2-2/3 de sa longueur, avec des lobes de forme ronde à largement obovale, mesurant 4-9(-10) x 3-7(-9) mm, à marge entière, légèrement ondulée, et à apex largement arrondi, acuminé.
Les étamines sont environ aussi longues que le tube de la corolle, soit 9-15 mm de long.
Les plus longues sont à peu près aussi longues que le style+stigmate, subégales ou 2 longues 2 courtes, insérées sur le tube de la corolle à 1/3 de la base, avec des filets blancs, longs de 5-9(-10) mm, droits, avec 2 larges appendices dentés à la base, sur 1/3-1/2 de la longueur du filament.
Les anthères sont de couleur jaunes, de forme (étroitement) ellipsoïdes à étroitement oblongues, et longues de (1,5-)3,5-5 mm.
Le pistil est long de 16-20 mm, avec l'ovaire de forme étroitement ovoïde à ovoïde, mesurant 5-12 x (2,5-)4-6 mm, dépourvu d'anneau en forme de disque, et avec un style blanc, long de 6-13 mm, dépassant du tube de la corolle.
Le stigmate est de couleur jaune, à lobes très largement ovales, longs de 1-2,5 mm.
Le fruit est de forme ellipsoïde, long de 6-13 mm avec le calice et généralement la corolle persistants (les ailes du calice sont larges de 3-5 mm dans le fruit),.

## Répartition
On rencontre Schultesia guianensis du sud du Mexique au Brésil (nord, nord-est et sud-est), en passant par le Honduras, le Costa Rica, le Panama, les grandes Antilles (Cuba, Hispaniola), la Colombie, la Bolivie, Trinidad, le Venezuela (Amazonas, Cojedes, Apure, Orinoco, Carabobo), le Guyana, (territoire du Roraima, savane N Rupununi), le Suriname (dans les savanes côtières, et du Sipaliwini), et la Guyane (dans les savanes côtières),.

## Écologie
Schultesia guianensis pousse dans les savanes de sable humide, souvent dans les zones inondées, sur les sables ou roches granitiques, dans les zones de prairies des terres fermes, sur sol argileux, le cerrado, les caatingas, campos rupestres (en), les forêts et restingas, à 0-110 m d'altitude. Elle fleurit et fructifie toute l'année.
Les orbicules (ultrastructures cellulaires) de Schultesia guianensis ont été étudiées.

## Usages
En 1897, Heckel rapporte sur Schultesia guianensis : « Infusions recommandées. Amer, fébrifuge; très employé. ».
En Guyane, l'infusion amère est utilisée comme apéritif, fébrifuge et emménagogue,,.
Schultesia guianensis est utilisée comme antipaludéen en Amérique du sud.
Schultesia guianensis est réputée toxique pour le bétail,,.
On a isolé un alcaloïde original dans Schultesia guianensis.

## Protologue

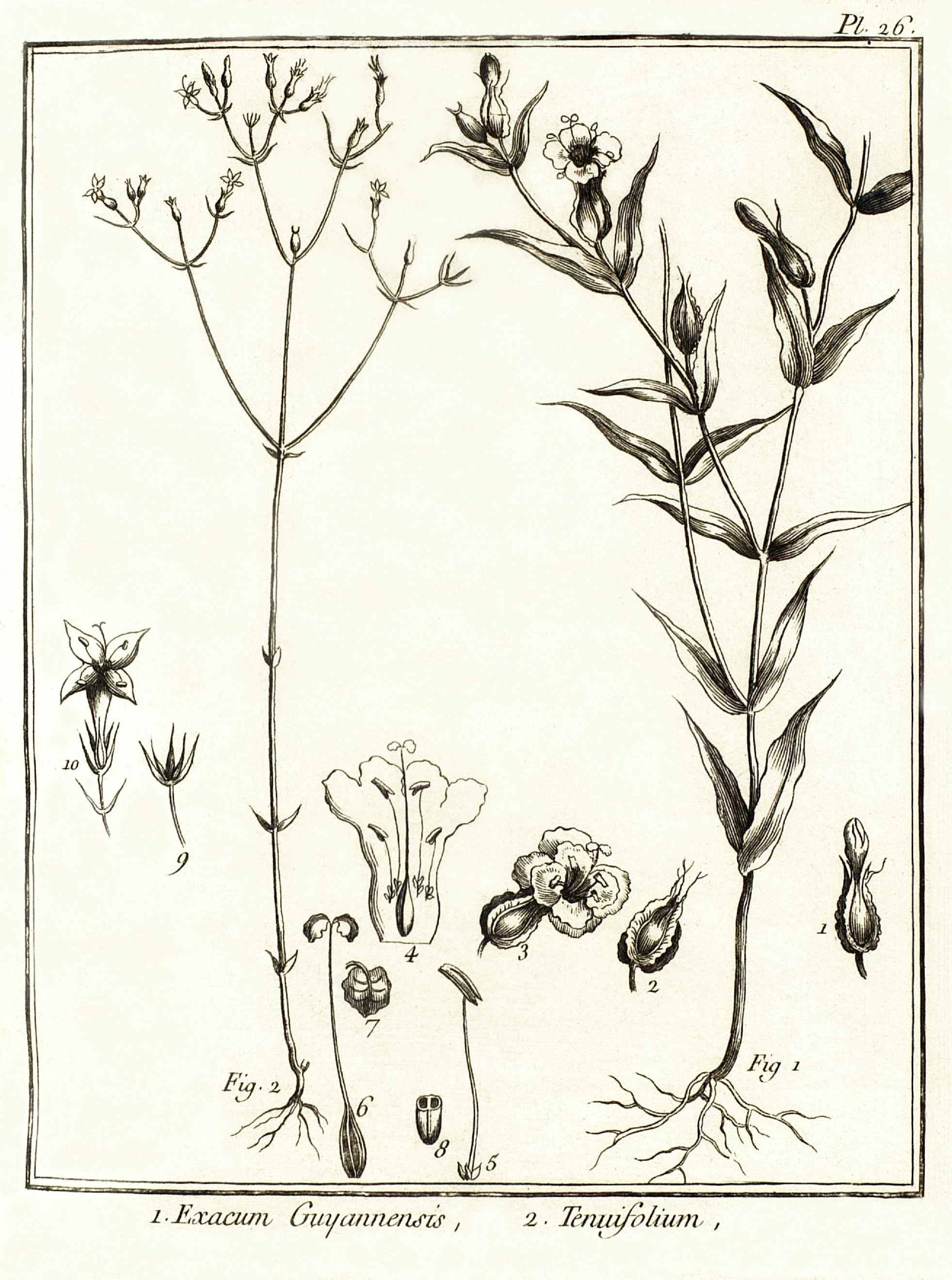
Exacum guianense (=Schultesia guianensis) et Exacum tenuifolium (=Curtia tenuifolia) par Aublet (1775) :
Planche 26. Ces deux plantes ſont repréſentées de grandeur naturelle. On a groſſi un ovaire & une etamine de la première, & la fleur de la ſeconde.
fig. 1. Exacum guianense. 1. Bouton de fleur. - 2. Calice. - 3. Fleur. - 4. Corolle ouverte. Étamines. piſtil - 5. Étamine ſéparée. - 6. Ovaire. Style. Stigmate. - 7. Un lobe du fligmate. - 8. Capſule coupée en travers.
fig. 2. Exacum tenuifolium. 9. Calice. Ovaire. - 10. Fleur épanouie.

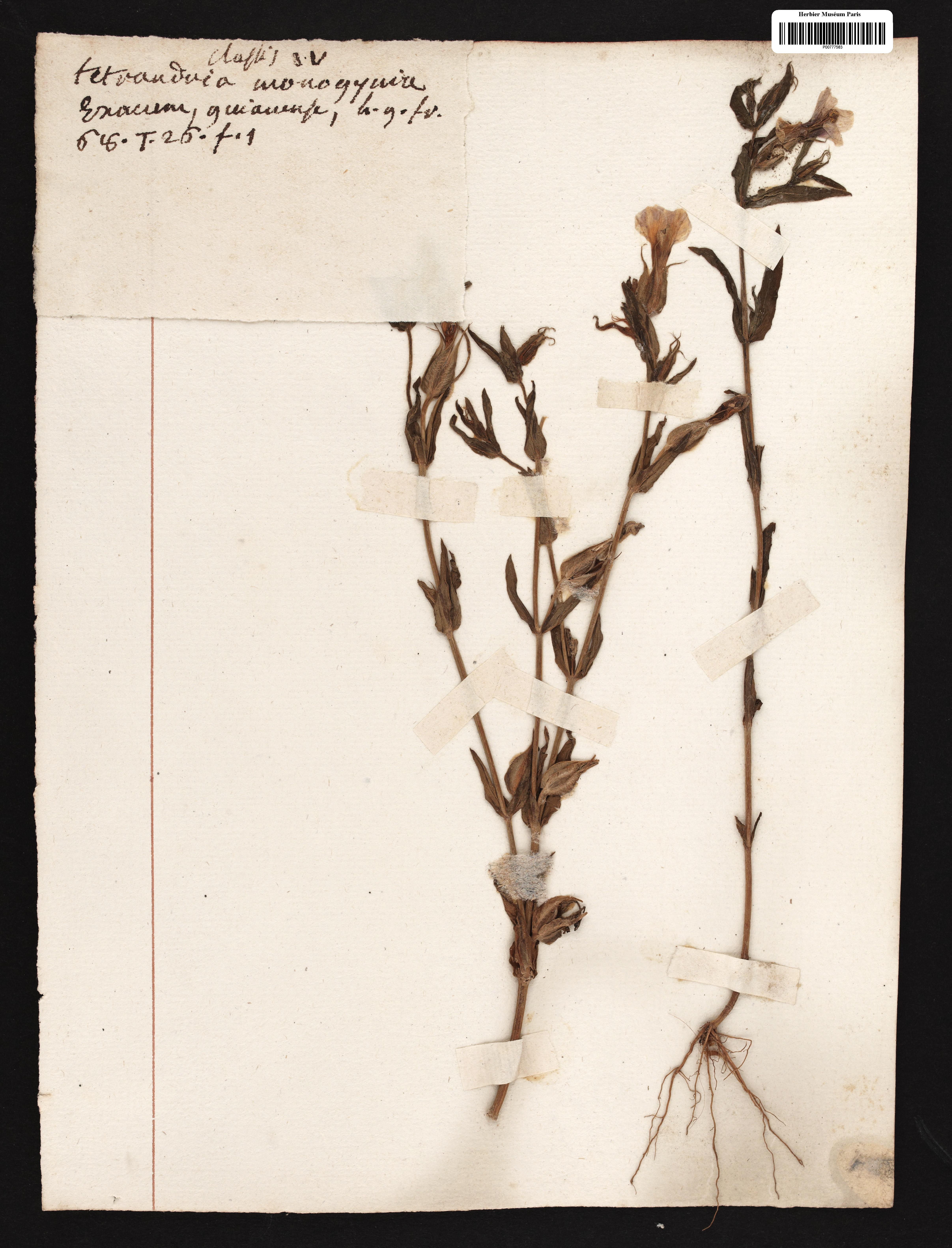
échantillon type de Exacum guianense Aubl. (=Schultesia guianensis) collecté par Aublet en Guyane

En 1775, le botaniste Aublet en a proposé décrite pour la première fois Schultesia guianensis sous le nom de Exacum tenuifolium et en a proposé le protologue suivant : 

« 1. EXACUM (Guianenſe) foliis connatis, obi ongis, acutis ', floribus purpuraſcentibus. (Tabula 16. fig. 1.)
Planta annua. Radix ramoſa & fibroſa. Caulis pedalis, ramoſusi ramjs & ramusculis pppouus, Folia oppoſita ſeſſilia, lanceoiata, glauca, integerrima. Flores axillares, ſolitarii. Calix, perianthium quadripartitum ; laciniis acutis, oblongis, extus in medio coſtà, membranaceà, criſpà, notatis.
Corolla monopetala, infundibuliformis, purpuraſcens ; limbus quadrifidus ; lobis ſubrotundis, ad oras undatis.
Stamina ; filamenta quatuor, quorum duo breviora, tubo corollæ inſerta, intra duo foliola. Antheræ oblongæ, verſatiles. Pistillum; germen tetragonum.
Stylus longus. Stigma bilamellatum. Pericarpium , capſula bilocularis, bivalvis. Semina numeroſa, mmuriſſima.

LA CENTAURELLE de la Guiane. (Planche 26. fig. 1.)
La racine de cette plante eſt menue, fibreuſe & rameuſe. Elle pouſſe une tige cylindrique, qui ſe partage en deux branches qui ſe diviſent de la même manière ; la tige & les branches ſont noueuſes, & garnies à chaque nœud, de deux feuilles oppoſées, diſpoſées en croix. Ces feuilles ſont ſeſſiles, liſſes, molles, longues, aiguës, larges à leur baſe, de couleur verte cendrée. De l'aiſſelle d'une feuille, & quelquefois de l'aiſſelle des deux feuilles, naît une fleur portée ſur un petit pédoncule. 
Le calice eſt arrondi, diviſé en quatre parties aiguës. Chaque partie a, dans le milieu de ſa longueur, une arrête bordée d'un feuillet membraneux frangé. 
La corolle eſt d'une ſeule pièce régulière : c'eſt un tube dont le bout ſupérieur s'évaſe, & eſt diviſé en quatre lobes arrondis, & ondés à leurs bords : ce tube eſt attaché deſſous l'ovaire. 
Les étamines ſont au nombre & quatre, deux longues, & deux plus courtes, placées ſur la paroi interne & preſque inférieure du tube. Leur filet eſt garni à ſa baſe, de deux petits feuillets. L'anthère eſt longue, à deux bourſes écartées par le bas. 
Le pistil eſt un ovaire oblong, à quatre angles. Il eſt ſurmonté d'un style long & grêle, terminé par un stigmate à deux lames larges & aiguës. 
L'ovaire devient une capsule ſèche, membraneuſe, à deux loges, remplies de semences très menues ; elle s'ouvre en deux valves. 
[...]
Ces deux centaurelles [avec Curtia tenuifolia] croiſſent dans les ſavanes humides & marécageuſes de l'île de Caïenne & de la terre-ferme. »

— Fusée-Aublet, 1775.

## Galerie

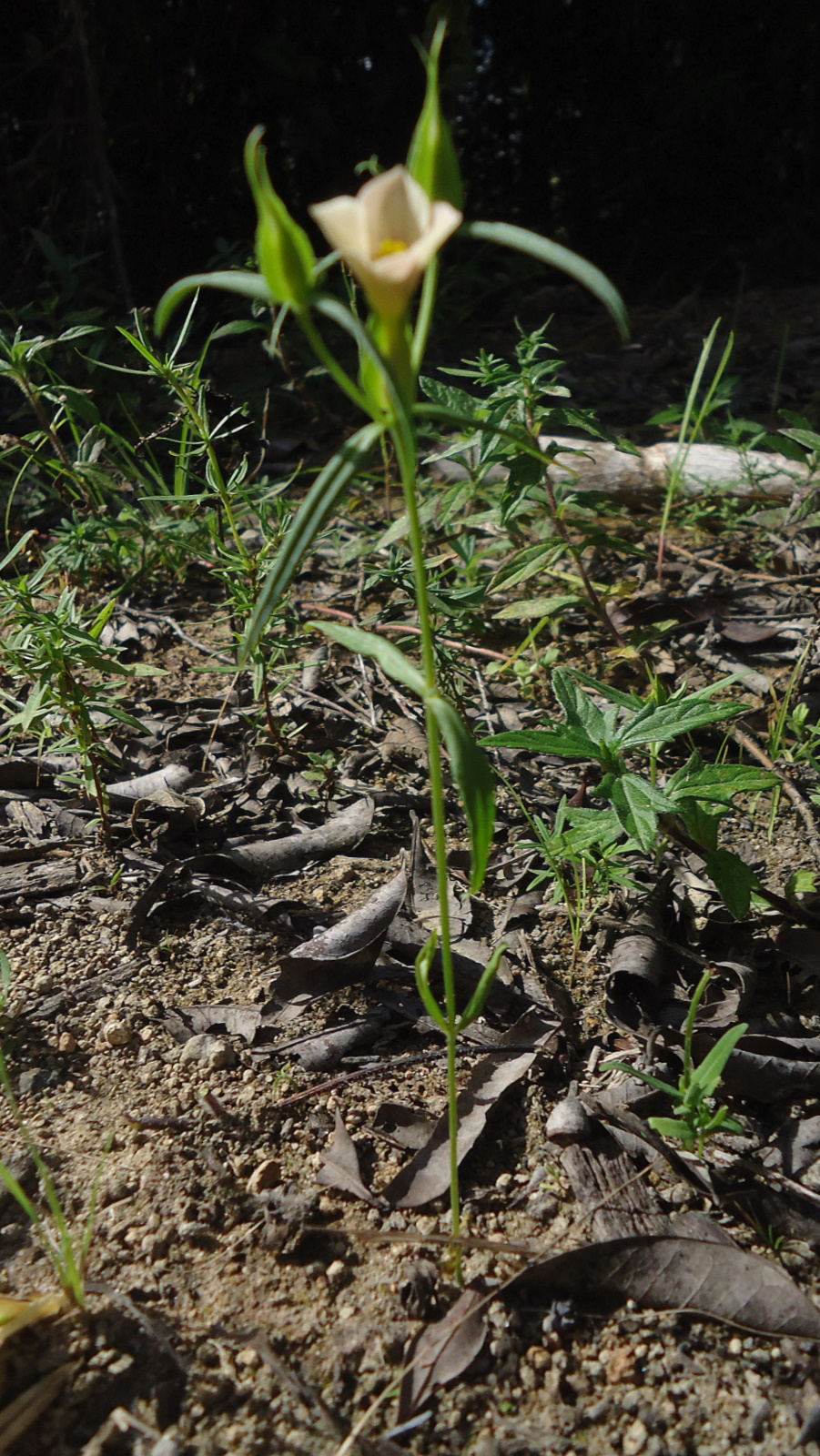
pied de Schultesia guianensis
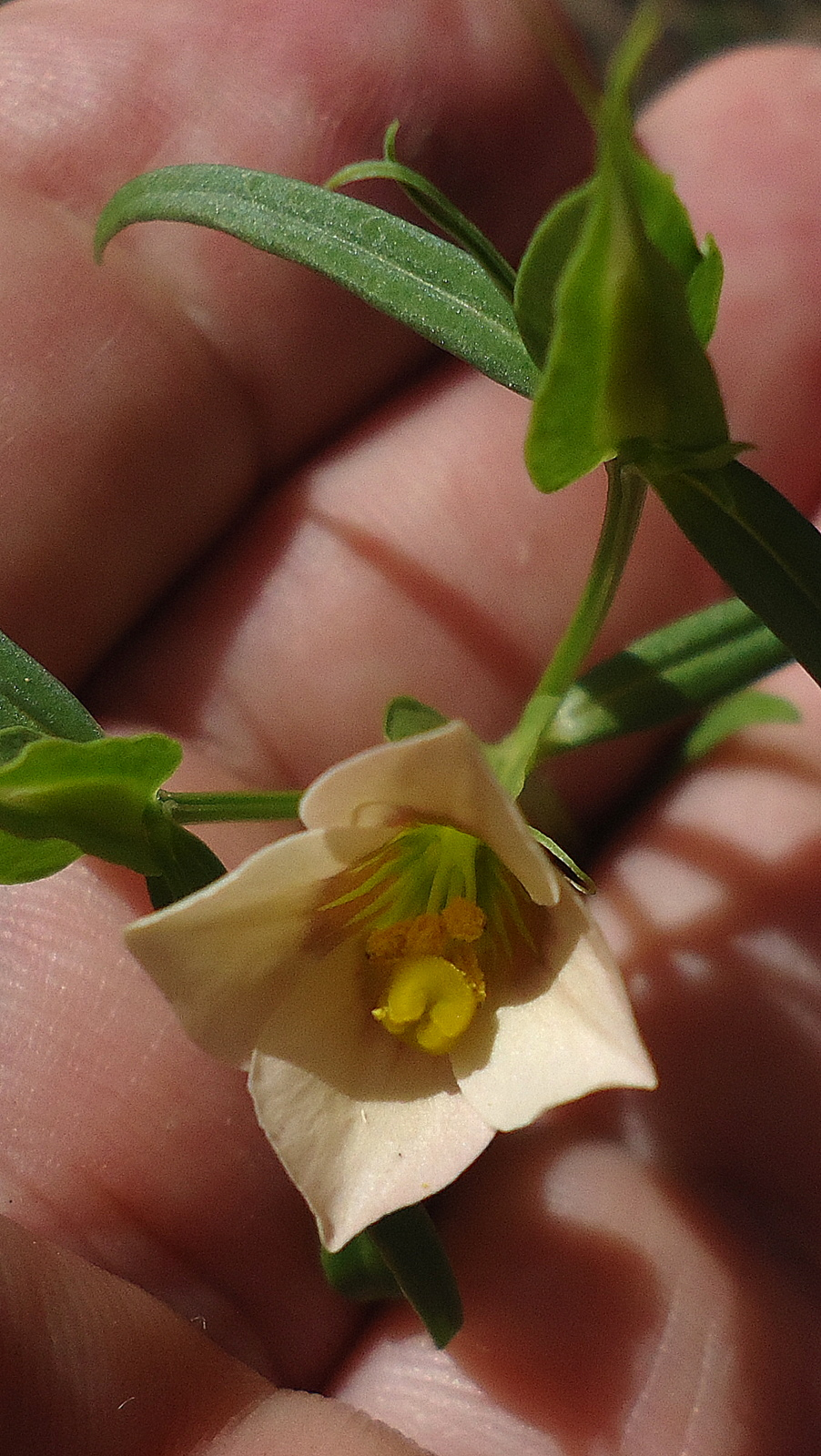
fleur de Schultesia guianensis
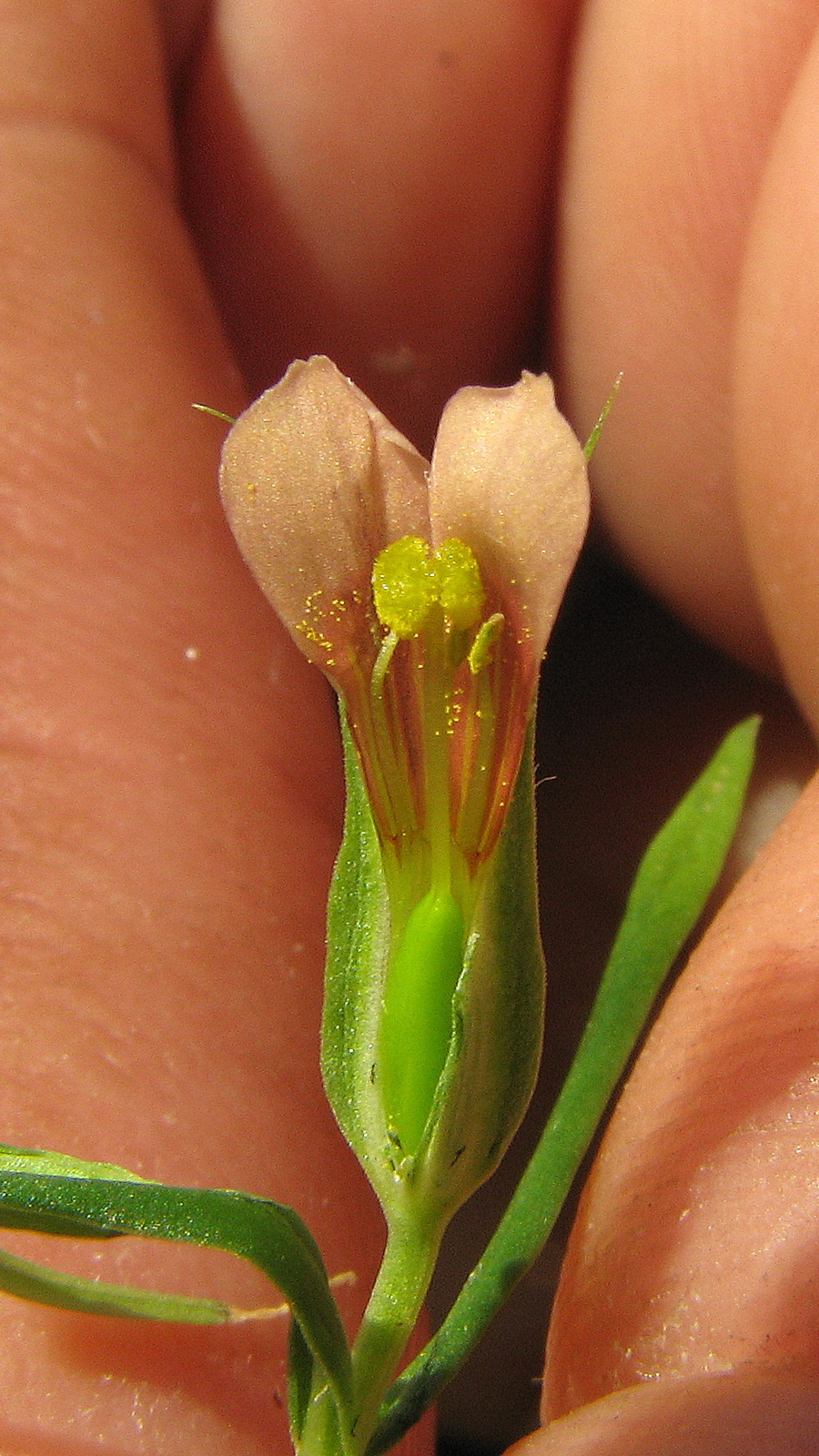
dissection florale de Schultesia guianensis
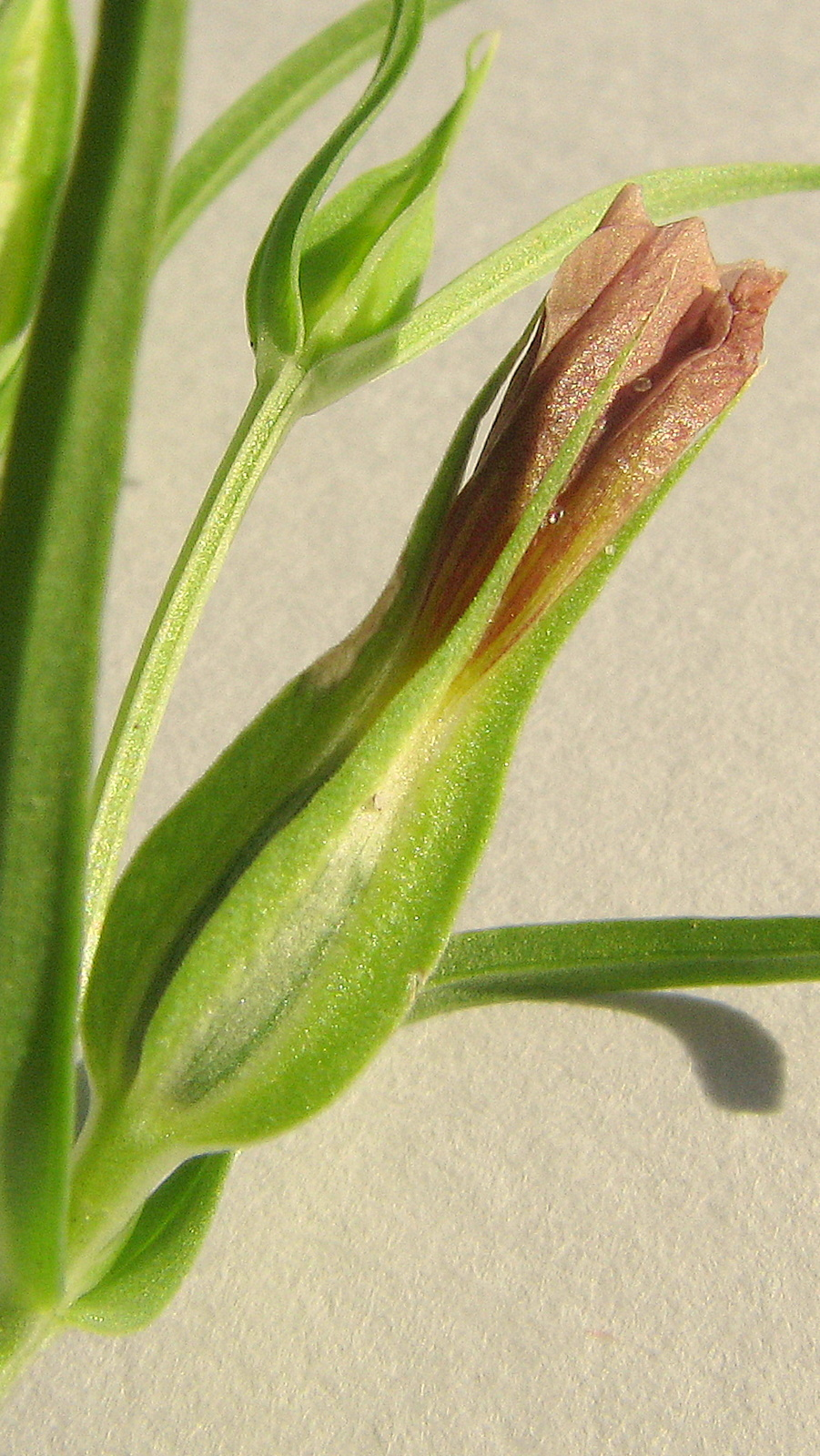
dissection florale de Schultesia guianensis
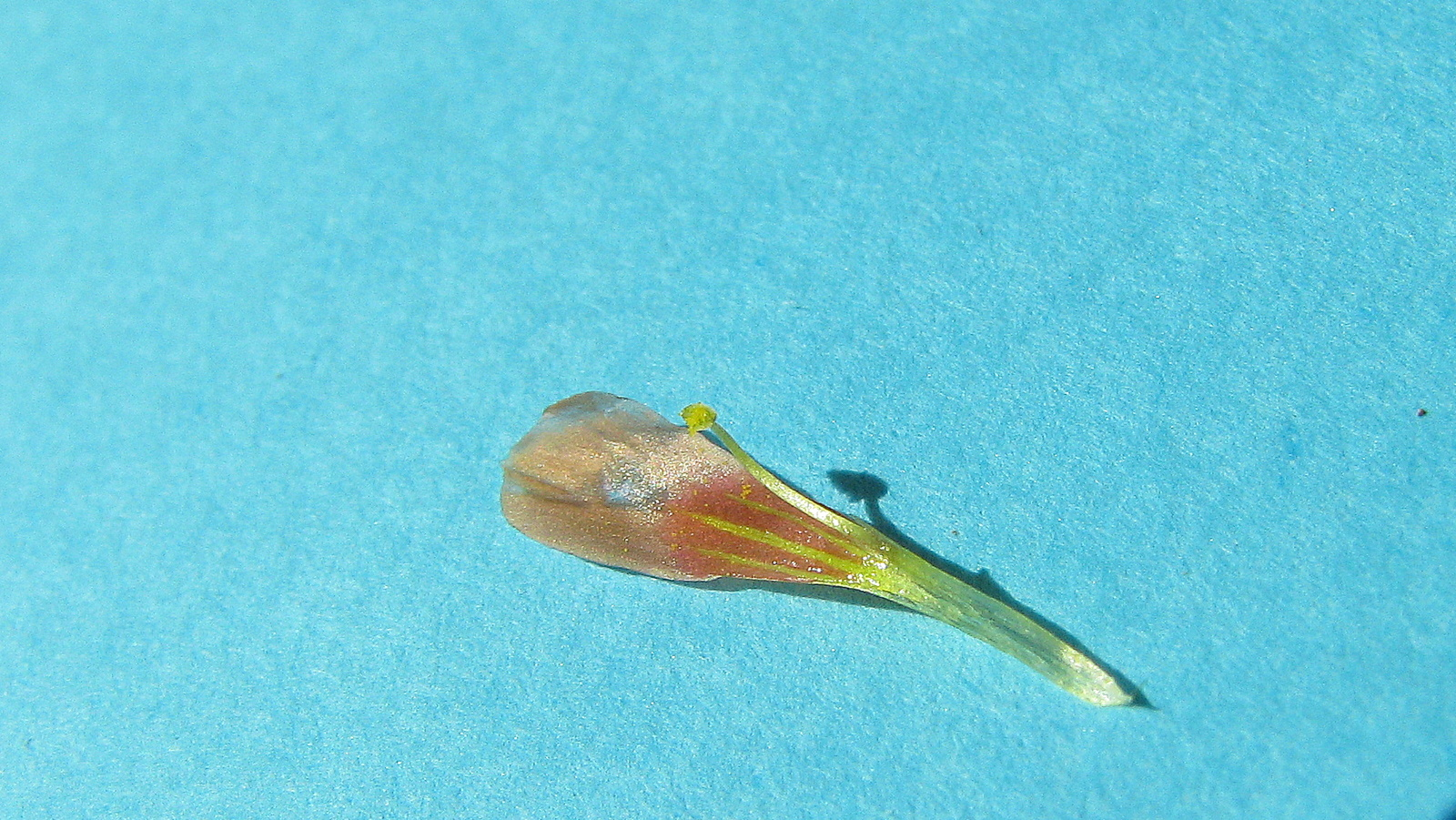
pétale et étamine de Schultesia guianensis
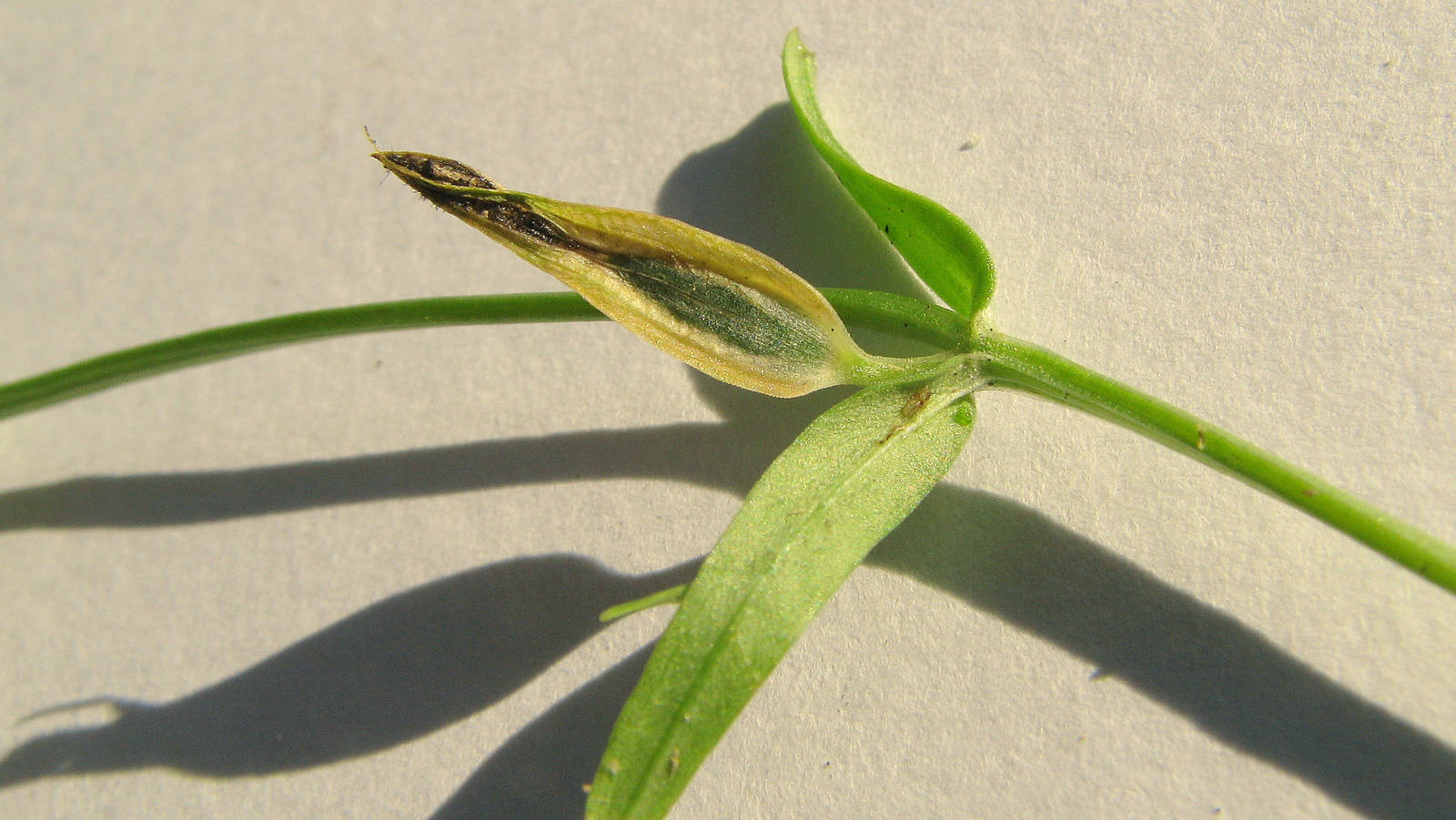
Schultesia guianensis
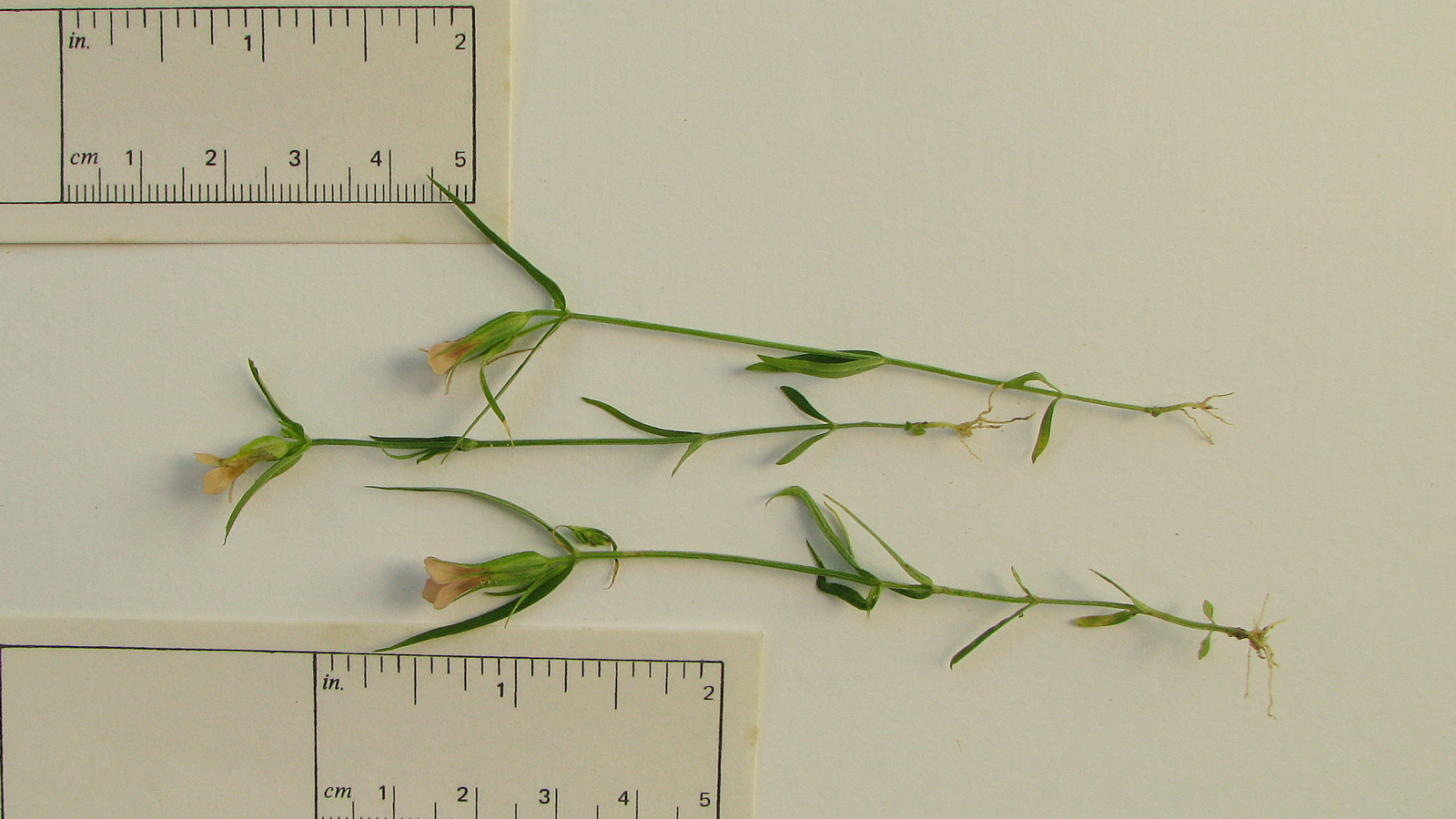
Schultesia guianensis
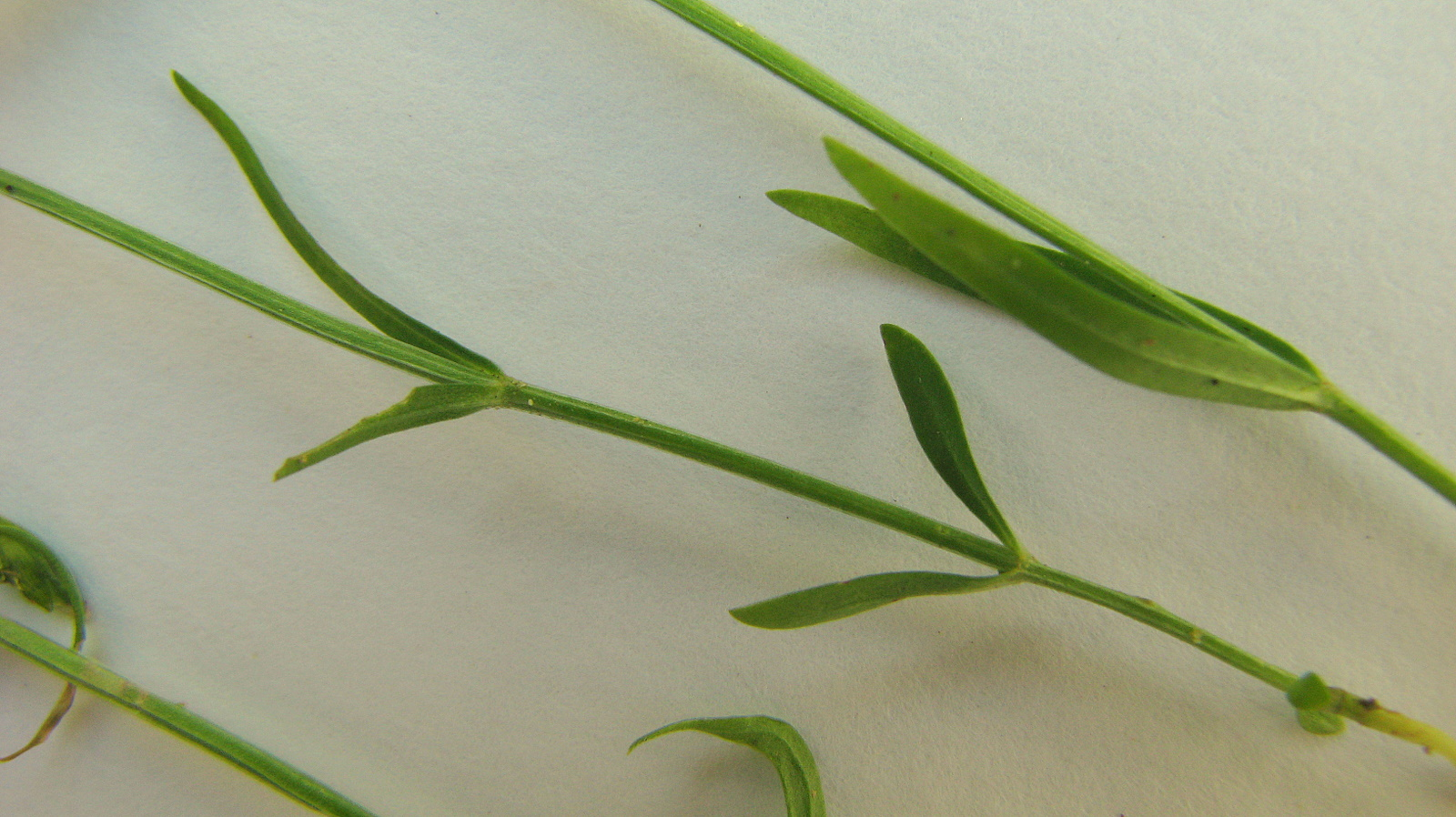
Schultesia guianensis
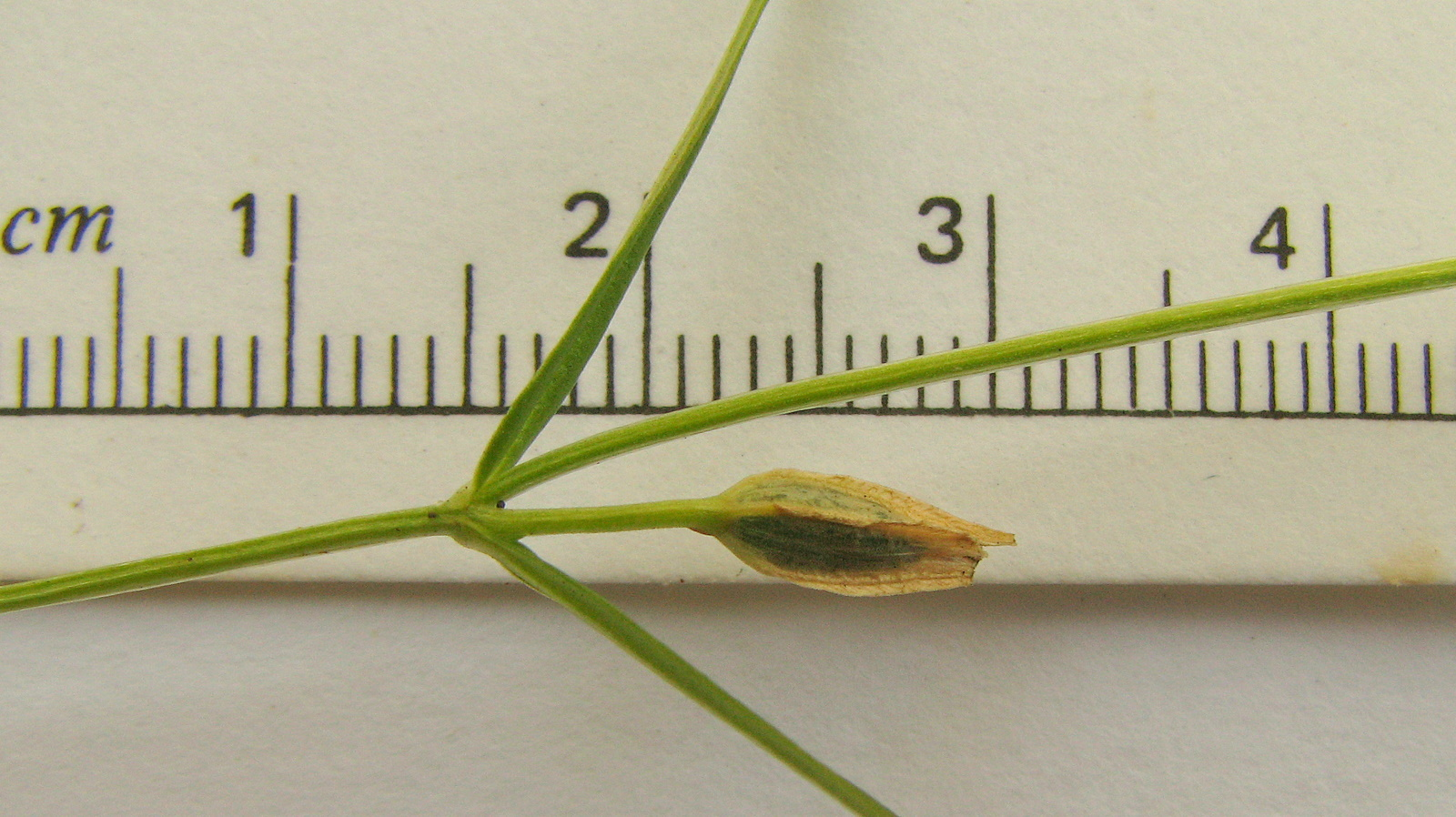
Schultesia guianensis
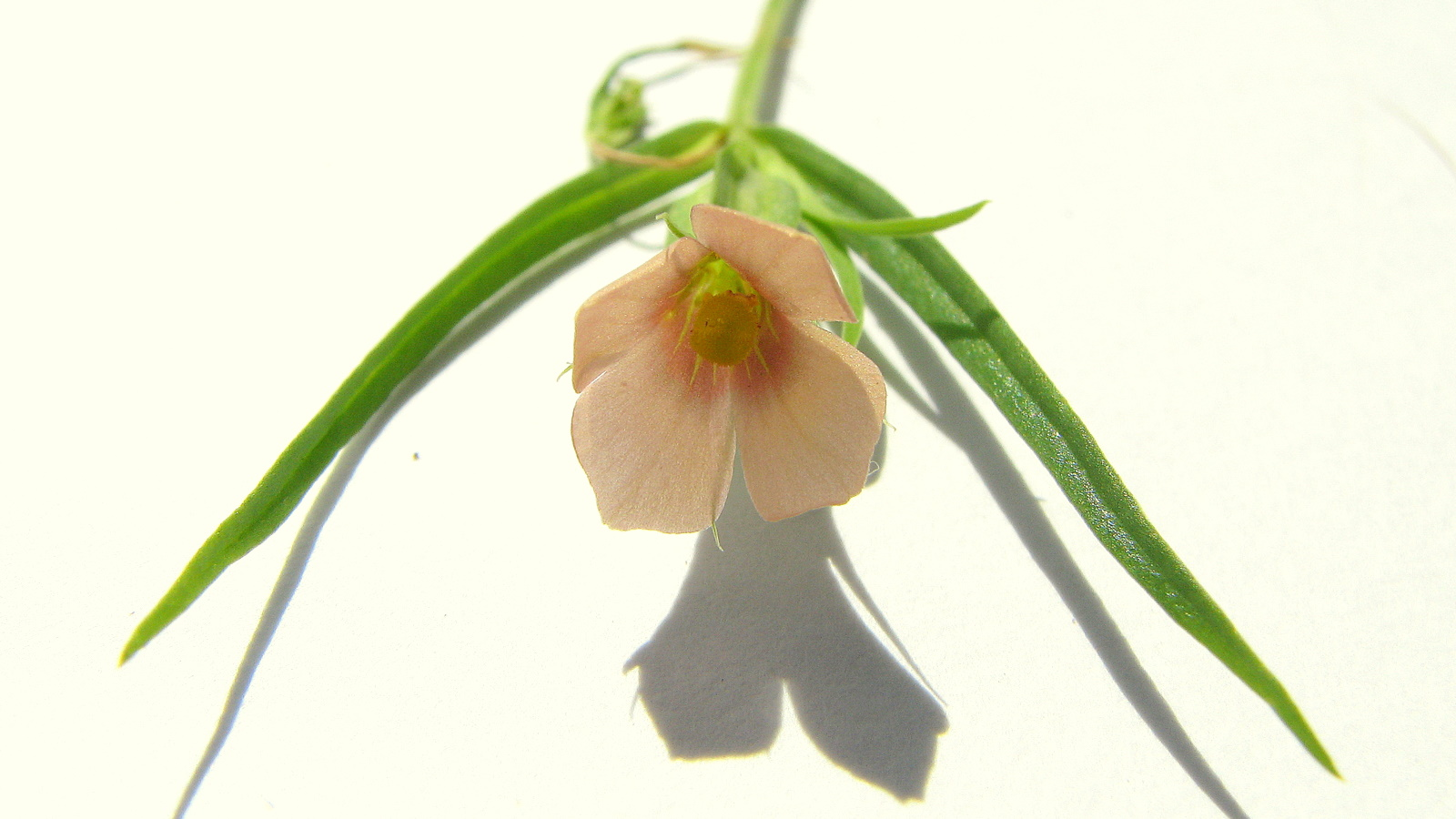
Schultesia guianensis
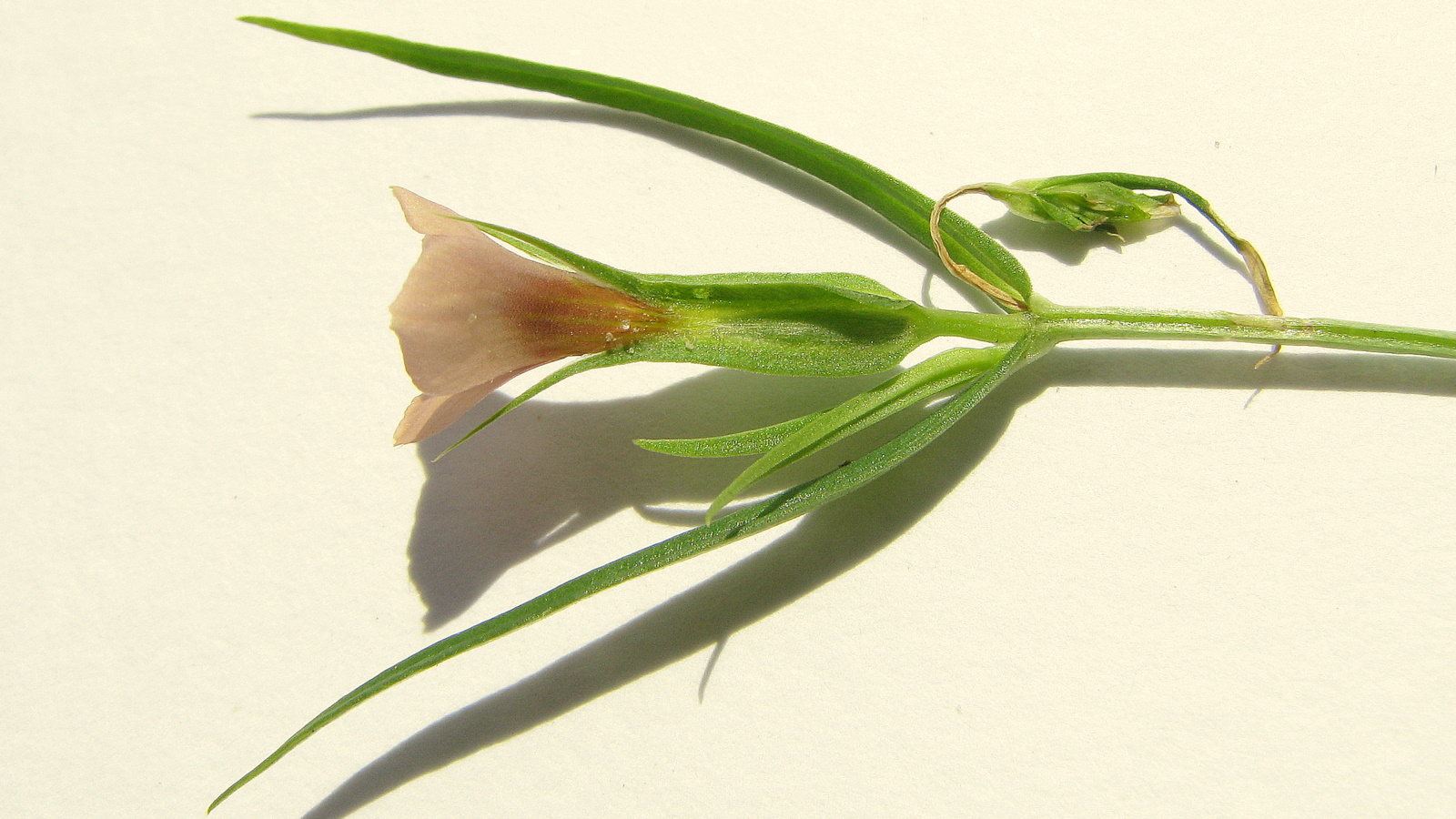
Schultesia guianensis
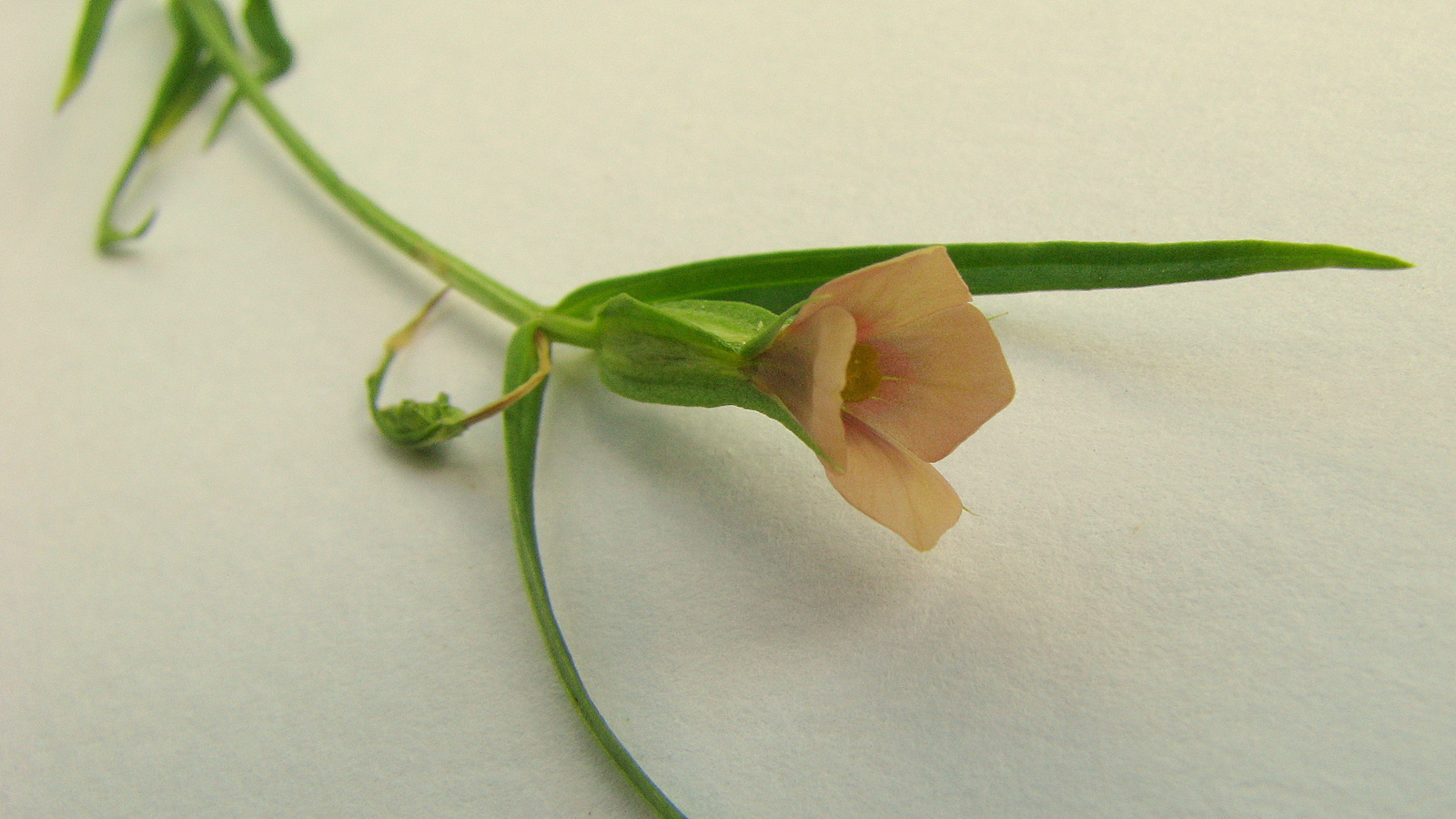
Schultesia guianensis
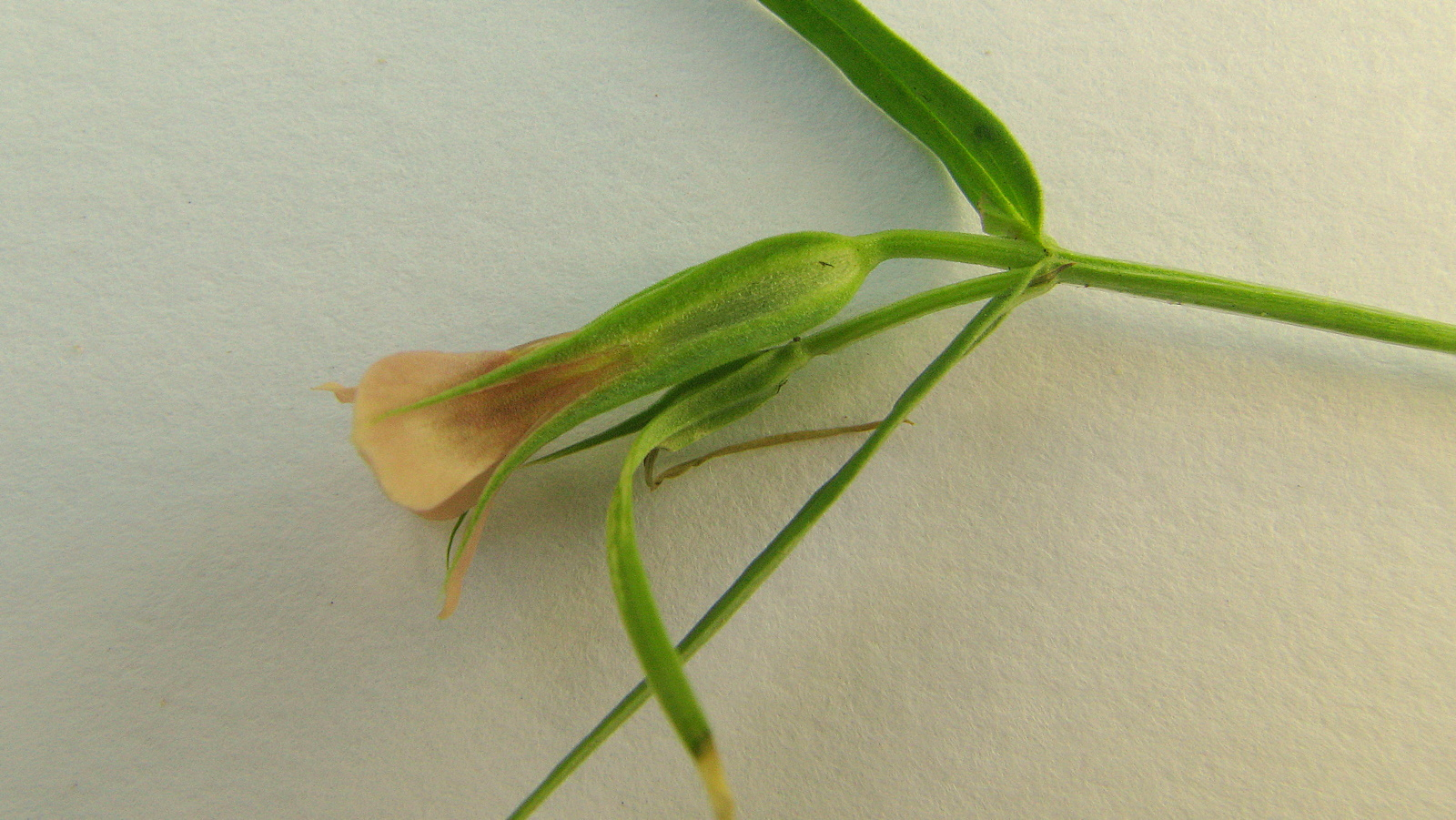
Schultesia guianensis